# Lijst van spelers van Fortuna Sittard (vrouwen)
Dit is een lijst van voetballers die minimaal één officiële wedstrijd hebben gespeeld in het eerste elftal van de Nederlandse vrouwenvoetbalclub Fortuna Sittard.

## A
- Hildur Antonsdóttir (2022–2024)
- Sanne Arons (2024–2025)

## B
- Maud van Berlo (2024–2025)

## D
- Chandra Davidson (2023–2024)
- Isa Dekker (2024–2025)
- Féli Delacauw (2022–2024)
- Samantha van Diemen (2022–2024)
- Claire Dinkla (2022–2025)
- Suus van der Drift (2022–2023)

## E
- Lakeesha Eijken (2024–2025)
- Kristina Erman (2022–2023)

## F
- Dana Foederer (2022–2024)

## G
- María Ólafsdóttir Grós (2022–2024)

## H
- Amber van Heeswijk (2022–2025)
- Diana Hilhorst (2024–2025)
- Hanna Huizenga (2022–2024)
- Charlotte Hulst (2022–2024)

## I
- Isabelle Iliano (2022–2023)

## K
- Anna Knol (2022–2024)
- Moïsa van Koot (2022–2025)
- Isabel Kopp (2024–2025)

## L
- Diede Lemey (2022–2024)
- Venla Lindfors (2024–2025)

## M
- Myrthe Kemper-Moorrees (2023–2024)
- Farkhunda Muhtaj (2022–2024)
- Nienke Mulder (2024–2025)

## P
- Sanne Peereboom (2024–2025)
- Lára Pedersen (2023–2024)
- Femke Pietersma (2024–2025)
- Femke Prins (2024–2025)

## R
- Ted Rooijendijk (2023–2025)

## S
- Briony Stauffenberg (2024–2025)
- Nicole Stoop (2024–2025)

## T
- Alieke Tuin (2022–2024)
- Jarne Teulings (2022–2024)

## V
- Sara Vijfhuizen (2024–2025)

## W
- Ilse van Walsem (2024–2025)
- Julia Wattilete (2022–2023)
- Rosa van Wershoven (2024–2025)
- Carolina Wolters (2022–2023)
- Tessa Wullaert (2022–2024)